# Galinhos
Galinhos là một đô thị thuộc bang Rio Grande do Norte, Brasil. Đô thị này có diện tích 342,442 km², dân số năm 2007 là 2138 người, mật độ 6,2 người/km².